# Mirabilicoxa hessleri
Mirabilicoxa hessleri là một loài chân đều trong họ Desmosomatidae. Loài này được George miêu tả khoa học năm 2001.